# Tuoba ashmoleorum
Tuoba ashmoleorum is een duizendpotensoort uit de familie van de Geophilidae. De wetenschappelijke naam van de soort is voor het eerst geldig gepubliceerd in 1996 door Lewis.